# روتين (مسلسل)
روتين، مسلسل كويتي، من إخراج عيسى ذياب، وتأليف علي الدوحان. شارك في المسلسل عددًا من الفنانين، منهم: محمد المنصور، وإلهام فضالة، وخالد أمين، وأحمد سلمان، وشيماء العلي، وغدير السبتي، وهند البلوشي.